# Olaus Abelseth
Olaus Abelseth, född 10 juni 1886 i Ørskog, Norge, död 4 december 1980, var en norsk-amerikansk man och överlevare från förlisningen av RMS Titanic. Han vittnade i amerikanska förhör efter katastrofen där han berättade om sin dramatiska kamp för att överleva förlisningen. Abelseth kom ihåg många detaljer som han redogjorde för. Efter katastrofen bodde han i South Dakota där han hade en gård som han kom att arbeta på i 30 år. Som pensionär flyttade han istället till North Dakota där han bodde med frun resterande delen av sitt liv.
Han fanns med som karaktär i TV-filmen S.O.S. Titanic 1979.

## Ombord på Titanic

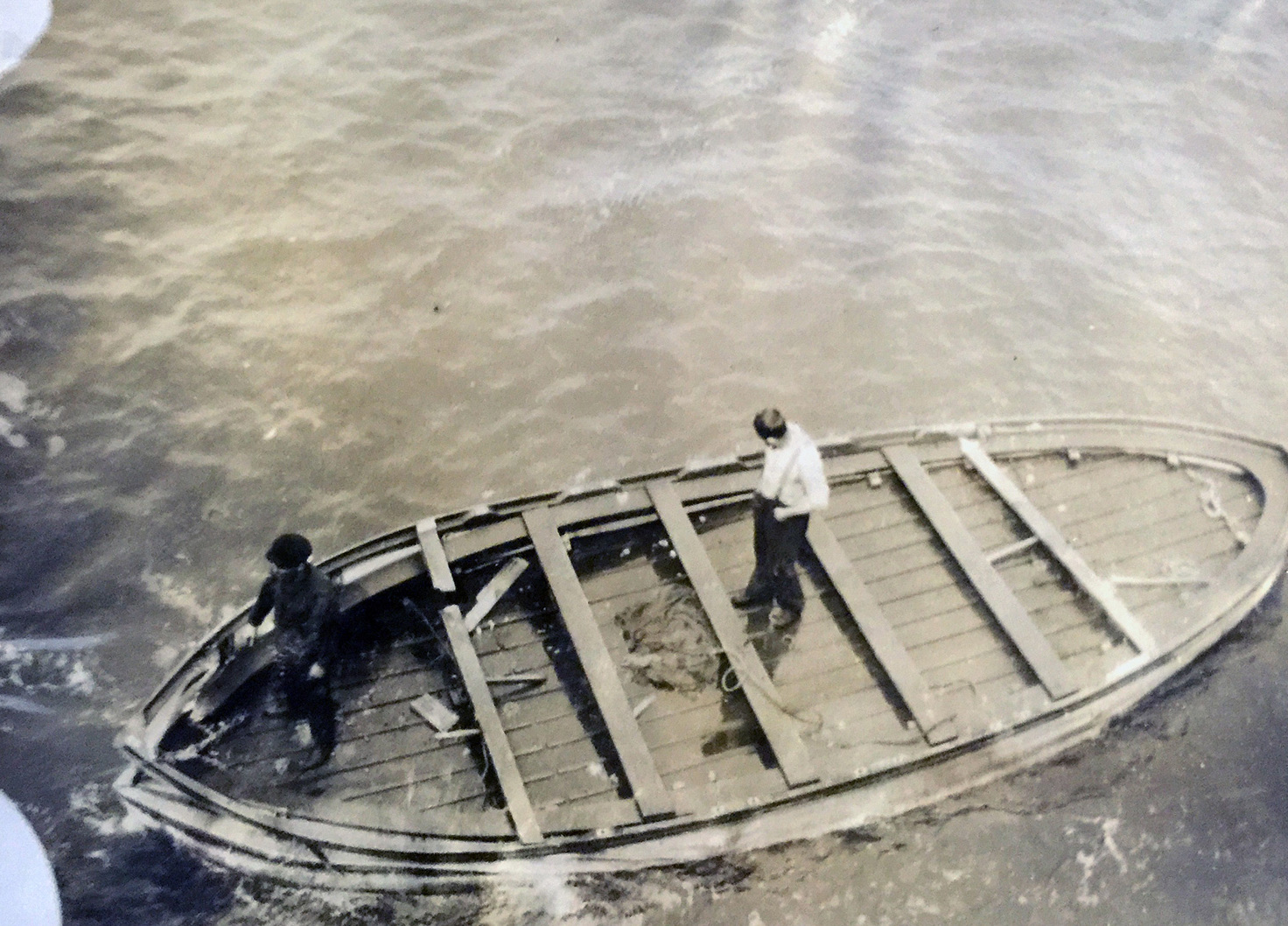
Abelseth räddade sig upp på Titanics hopfällbara livbåt A. Livbåten hittades drivande i havet flera veckor senare och undersöks på bilden av två sjömän.

Abelseth som bott i USA sedan början av 1900-talet hade besökt sitt gamla hemland Norge men skulle nu resa hem till USA igen, vilket han gjorde som tredje klass-passagerare på RMS Titanic från Southampton 10 april 1912. Han reste i ett sällskap av fem personer där en var hans kusin. Hans hytt låg långt ner i fartygets främre del.
Sent på kvällen den 14 april vaknade Olaus och hans rumskamrat av oväsen. Det var Titanic som hade kolliderat med ett isberg. De båda männen samlade ihop sitt sällskap och de tog sig upp på tredje klass-däcket ("poop deck") vid aktern. De kikade ut från babordssidan där Olaus tyckte sig se ett ljus från ett fartyg. Efter att ha hämtat livbälten till sällskapet noterade han att tredje klass-passagerare använde en lyftkran för att kunna klättra upp till båtdäcket där livbåtarna fanns. Avdelningen spärrades av en grind som var stängd.
Snart öppnades dock denna grind och de kunde ta sig upp. De fick ner en sextonårig norsk flicka som Oluas hade ansvar för i en livbåt. Men efter detta fanns inga vanliga båtar kvar på babordssidan. Efter det kom en officer och frågade om någon hade sjövana. Abelseth som arbetat till sjöss sa inget av hänsyn till sitt sällskap som han inte ville skiljas ifrån. Han såg ett äldre par där mannen förgäves försökte få sin fru att gå i en livbåt. Kort därefter började vattnet översvämma däcket, och skeppet lutade allt mer kraftfullt. Abelseth, hans kusin och hans svåger hoppade sedan från fartyget ner i havet, men de två andra försvann snabbt.
Olaus hamnade under vattnet, trasslade in sig i ett rep, men lyckades komma loss. Han började simma och blev först nedtryckt av en annan desperat man under vattnet, sedan fasthållen av ytterligare en. Han fann efter runt en kvart den hopfällbara, vattenfyllda och skadade livbåten A som han tog sig i. Där observerade Abelseth en kvinna (Rhoda Abbott), några svenskar, en panneldare och en första klass-passagerare. Mot morgonen plockades de upp av en annan livbåt, men flera hade då avlidit. Abelseth själv hade försökt hålla liv i en nära medvetslös man som sedan avled. Han togs ombord på RMS Carpathia där han somnade på däck utan att få av sig kläderna han haft hela natten.